# Iamgold
Iamgold, voluit International African Mining Gold Corporation, is een Canadees mijnbouwbedrijf voor goud en niobium, met de hoofdvestiging in Toronto. Het werd in 1991 door Mark Nathanson en William Pugliese opgericht voor de winning van goud in Mali. De mijnbouwactiviteiten breidden zich daarna uit naar meer landen in West-Afrika, Suriname (Rosebel-goudmijn), Brazilië en Canada, onder meer door de overname van Cambior in 2006.
In 2019 was het bedrijf eigenaar van drie grote goudmijnen: Essakane in Burkina Faso waarin het een belang heeft van 90%, Rosebel in Suriname met een belang van 95% en tot slot Westwood in Canada waar het de enige eigenaar is. Verder is het nog betrokken bij een project in Mali waaruit het bedrijf zich wil terugtrekken. In 2019 produceerde het bedrijf 761.000 ounces aan goud, waarvan 370.000 ounces in Essakane en 251.000 in Rosebel.
Iamgold verkocht de Rosebel-goudmijn in oktober 2022 aan het Chinese Zijin Mining Group.

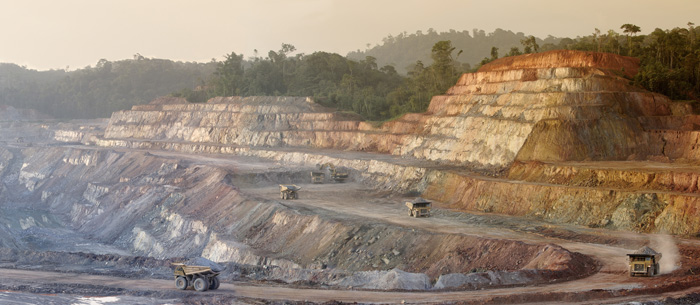
De Rosebel-goudmijn